# Twelve Years a Slave
Twelve Years a Slave (Brasil: Doze Anos de Escravidão / Portugal: Doze Anos Escravo) é um livro de memórias escrito por Solomon Northup. Trata-se da narrativa de um homem negro nascido livre no estado de Nova York que é sequestrado, vendido como escravo, e mantido em cativeiro por doze anos. A obra fornece detalhes dos mercados de escravos, em Washington, D.C. e Nova Orleans, bem como uma descrição precisa do cultivo de algodão e açúcar em grandes plantações da Luisiana. 
Publicado pela primeira vez nos Estados Unidos pela editora Derby & Miller em 1855, Twelve Years a Slave tornou-se um sucesso de vendas e acabou dando suporte factual ao famoso romance abolicionista A Cabana do Pai Tomás (1852), de Harriet Beecher Stowe. Atualmente em domínio público, o trabalho de Northup encontra-se disponível em formatos de áudio, digital, e em versões anotadas. Duas adaptações têm o livro por base: Solomon Northup's Odyssey, um telefilme de 1984 produzido pelo canal PBS; e 12 Years a Slave, um longa-metragem de 2013 dirigido por Steve McQueen.